# Michele Anfossi
Michele Anfossi (Taggia, 12 agosto 1819 – Taggia, 17 settembre 1888) è stato un politico italiano, deputato del Regno di Sardegna.

## Biografia
È stato deputato del Regno di Sardegna nella III Legislatura, nel 1849.